# ダニ・ペドロサ
ダニエル・"ダニ"・ペドロサ・ラマル (Daniel "Dani" Pedrosa Ramal、1985年9月29日 - ) は、スペイン・カタルーニャ州出身の元オートバイレーサー。2005年までのエントリーネームはダニエル・ペドロサ。2003年のロードレース世界選手権125ccクラスチャンピオン。2004年・2005年同選手権250ccクラスチャンピオン。2006年より同選手権最高峰のMotoGPクラスにレプソル・ホンダから参戦していたが2018年に現役引退。2019年からKTMのテストライダーに就任。身長1.58 m (5 ft 2 in)、体重51 kg (112.4 lb)。

## 経歴

### 生い立ち
ペドロサはバルセロナ県の都市サバデルに生まれ、7km離れた郊外の村カステジャル・デル・バジェス(Castellar del Valles)で育った。4歳でバイクに乗り始めたが、初めてのバイクは補助輪付きのイタルジェット50であった。6歳で初めてレース用バイクに乗るが、カワサキを模したミニバイクで、それを使って友達とレースを行った。1996年、9歳でスペインのポケットバイク選手権に参加、シーズン2戦目で初の表彰台に上り、ランキング2位となった。翌97年も参戦したが、健康上の問題でランキングは3位に終わった。
1998年、12歳でチャンピオンを獲得したが、経済的な問題からロードレースを続けることは困難だった。1999年、ペドロサはスペインの大手通信会社・テレフォニカが支援するスペイン人グランプリライダー養成プロジェクト（モビスター・アクティバ・カップ）の存在を知りこれに応募、ハラマ・サーキットで行われた公開テストに参加して8位で完走した。このテストでの活躍が認められ、2000年より監督アルベルト・プーチの率いるチームから、ロードレーススペイン選手権にデビューすることになる。同選手権でペドロサは年間ランキング4位の成績を収めた。

### 125cc
2001年、15歳のペドロサはトニ・エリアス、ホアン・オリベと共に、テレフォニカ・モビスター・ジュニア・チームからロードレース世界選手権125ccクラスに参戦を開始。初年度から2度の表彰台を獲得するなど、ルーキーながら関係者の注目を集める。2年目の2002年に第7戦ダッチTTで初優勝を挙げてランキング3位となり、3年目の2003年には圧倒的強さで5勝を挙げ、この年の第14戦マレーシアGPにて125ccクラスの世界チャンピオンに輝いた。しかし第15戦オーストラリアGPのフリー走行中、転倒したペドロサは両足首を骨折する大怪我を負ってしまう。

### 250cc
2004年、ペドロサはアルベルト・プーチ監督と共に250ccクラスにステップアップする。前年の事故以来、新しいマシンでのテスト走行もほとんど無いまま中量級デビューを迎えたペドロサだったが、開幕戦南アフリカGPでランディ・ド・プニエとのバトルを制し、250ccクラス初レースを優勝で飾った。その後もシーズンを通じて他のライダーを圧倒し、250ccクラス参戦初年度にしてチャンピオンとなった。この年は7勝を挙げ13回の表彰台を獲得した。シーズン後にはホンダからチャンピオン獲得のご褒美としてMotoGPマシン・RC211Vのテストライドも経験し、翌年からMotoGPクラスにステップアップするかと思われた。しかし、後述する体格の問題からステップアップを見送り、2005年も250ccクラスに参戦する。チャンピオンとして追われる立場になってもペドロサの強さは変わらず、シーズン8勝を挙げ14回の表彰台を獲得、第15戦オーストラリアGPにて2年連続の中量級制覇と3年連続のタイトル獲得を果たした。

### MotoGP
2006
2006年、満を持して最高峰MotoGPクラスにステップアップしたペドロサは、ホンダのワークス・チームであるレプソル・ホンダに移籍した。ホンダはバレンティーノ・ロッシのヤマハ移籍以後2年連続でライダータイトルを奪われており、秘蔵っ子ペドロサにタイトル奪還を期待してワークスライダーのシートを用意した。これに対して評論家たちはペドロサの小柄な体格は、大きくて重いMotoGPマシンを扱うには十分でなく、最高峰クラスでの成功は望めないとした。果たしてデビュー戦となった開幕戦のヘレスではホンダの期待に応えるように優勝を争い、2位でレースを終えて評論家たちの見解が間違っていることを立証した。第4戦中国GPで早くも初優勝を遂げる。この勝利でペドロサはフレディ・スペンサーに次ぐ若さ（阿部典史と同じ）で最高峰クラスにおいて優勝したライダーとなった。その後第9戦イギリスGPで2勝目を記録、タイトル争いの有力候補となった。初めてバレンティーノ・ロッシと表彰台を分け合うこととなったこの勝利は、ペドロサにとって忘れられない物となった。彼はまた前半戦でポールポジションを2回獲得した。マレーシアGPまでチームメイトのニッキー・ヘイデンに次ぐランキング2位を維持していたが、フリープラクティスで転倒、膝を強打した。予選セッションは激しい降雨のためキャンセルとなり、ペドロサは5番グリッドを獲得する。決勝では負傷を抱えながらも奇跡的にロッシ、ロリス・カピロッシに次ぐ3位を獲得した。

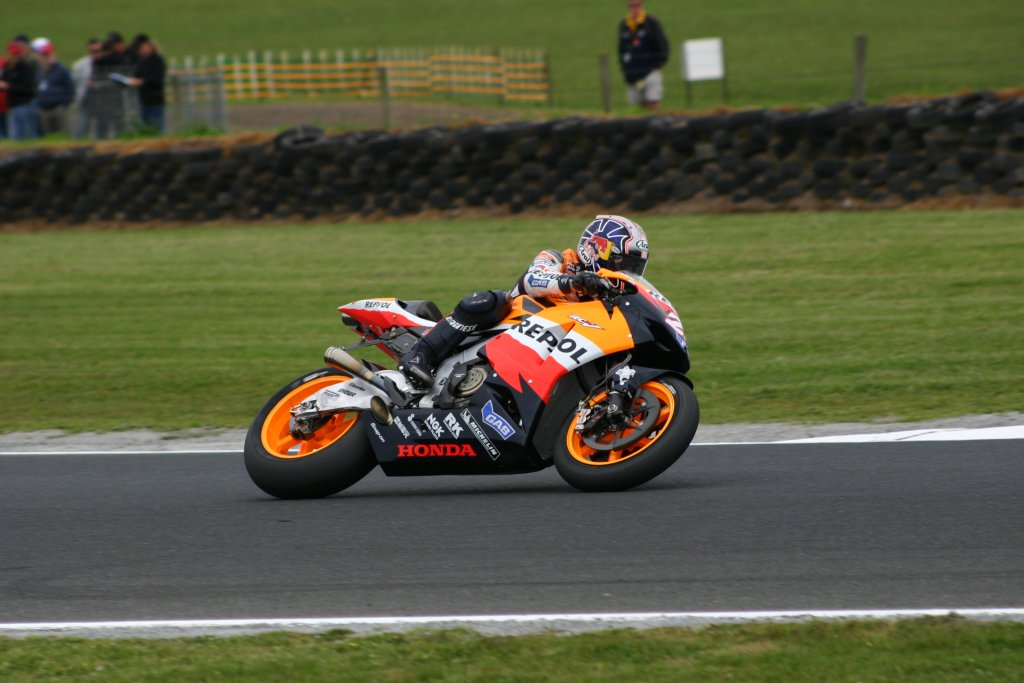
レプソルカラーのホンダ・RC211Vに乗るペドロサ、2006年オーストラリアGP。

次戦オーストラリアではマシンの制御に手こずり決勝では15位と、ランキング争いでも5位に後退してしまう。不調は第16戦のポルトガルGPまで続いた。スタートは好調で、ペドロサはコーリン・エドワーズとヘイデンの前、2位を走行した。5ラップ目にペドロサはヘイデンを巻き込んでクラッシュした。ペドロサはヘイデンを抜こうとしてスリップし、共にコースアウトした。このクラッシュでペドロサは優勝するという僅かな望みを絶たれ、ヘイデンもロッシが2位でフィニッシュしたことで選手権でのリードを失った。しかしながら、2週間後の最終戦でヘイデンはロッシを逆転してタイトルを獲得、ペドロサも4位入賞した。その結果、ペドロサはデビューシーズンでランキング5位に入ることとなり、同じくルーキーで250cc時代のライバルであったケーシー・ストーナーを打ち破りルーキーオブザイヤーを獲得した。
シーズン終了後にヘレスで行われた3日間のテストで、ペドロサはRC212Vで予選タイヤを装着して、ロッシに0.214秒の僅差で打ち勝ちトップタイムをたたき出した。ロッシは前半2日間のトップであった。ペドロサのベストタイムは1分39秒910であった。
2007-2008
2007年、引き続きペドロサはレプソル・ホンダから参戦。技術規則の変更でMotoGPクラスのマシン排気量が800ccに縮小し、加速力が落ちること、マシンもコンパクトになることなどから、軽量・小柄なペドロサにとっては有利な状況になると予想され、有力なチャンピオン候補と目された。新型のホンダ・RC212Vは問題を有していたが、最終戦バレンシアGPでは年間王者となったストーナーを下してシーズン2回目の優勝を記録。この結果、バレンティーノ・ロッシを1ポイント差で逆転して年間ランキング2位を獲得した。シーズン後2008年と2009年の2年契約を結ぶ。
2008年はゼッケンを前年までの「26」（スペイン選手権時代から使用してきたナンバー）から前年度ランキングの「2」に変更。開幕前テストで負傷したものの、開幕戦では3位に入り、2戦目で優勝するなどシーズン中盤までロッシ、ストーナーと共にランキングトップ争いを演じていた。しかしながら第10戦ドイツGPで転倒リタイア、第11戦アメリカGPは欠場となる。また、徐々に使用するミシュランタイヤのパフォーマンスが低下、第12戦チェコGPでは周回遅れの憂き目にあう。シーズン途中のインディアナポリスGPでタイヤをブリヂストンに変更したがチャンピオン争いからは完全に脱落し、ランキング3位でシーズンを終えた。
2009-2010
2009年のゼッケンは前年順位の「3」でシーズンに挑むことになった。前年同様にシーズン前にクラッシュして負傷し、テスト不足と後遺症が懸念されたが、開幕戦こそ11位と低迷したものの、第2戦から3戦連続で表彰台を獲得した。第5戦イタリアGPではプラクティスで負傷、決勝もリタイアし、トップからは33ポイント差となる。第7戦オランダGPでもリタイアしたが、第8戦アメリカGPでの優勝で調子を取り戻し、その後は安定した成績を残して最終戦バレンシアGPも優勝し、2年連続ランキング3位となった。
2010年はゼッケンを「26」に戻す。これはいつもの番号に戻して欲しいというファンの願いに応えてのものであった。このシーズンは序盤から中盤にかけて優勝4回・2位5回の好成績を残した。第14戦日本GPでマシントラブルから転倒、鎖骨を骨折して3レースを欠場したが、ホルヘ・ロレンソに次ぐランキング2位の座を守りきった。
2011
2011年、レプソル・ホンダは3台にチーム体制を拡大。チームメイトにはアンドレア・ドヴィツィオーゾに加えて、スペイン選手権時代にプーチの門下生同士だったゼッケン「27」のケーシー・ストーナーが加入した。序盤3戦で表彰台を獲得し、第3戦ポルトガルGPではシーズン初勝利を達成した。次戦フランスGPでは18ラップ目に2位争いをしていたマルコ・シモンチェリと接触、リタイアした。シモンチェリはアウト側からかぶせてきたが、ペドロサがインを抑えようとしてシモンチェリの後輪に接触して転倒した。シモンチェリはライドスルーペナルティを与えられた一方、ペドロサはこの事故で鎖骨を骨折した。これによって続く3戦を欠場する。

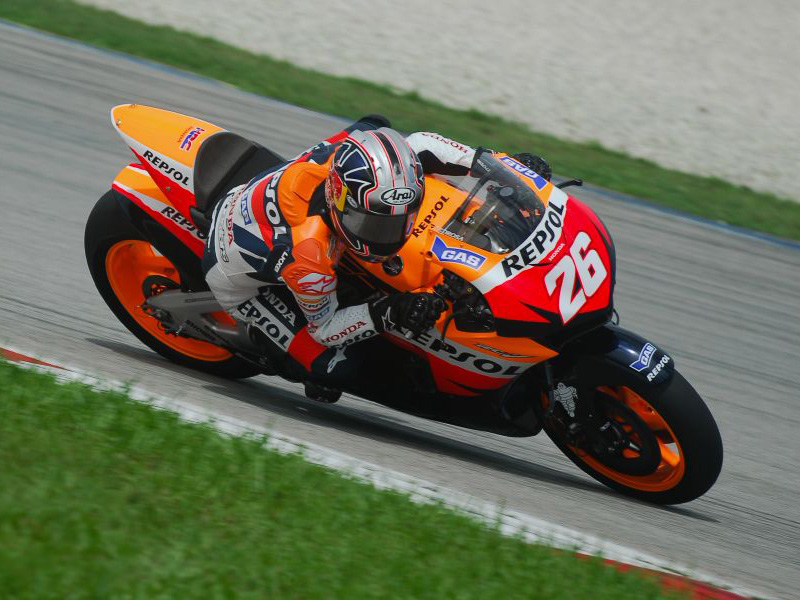
2007年のプレシーズンテスト。

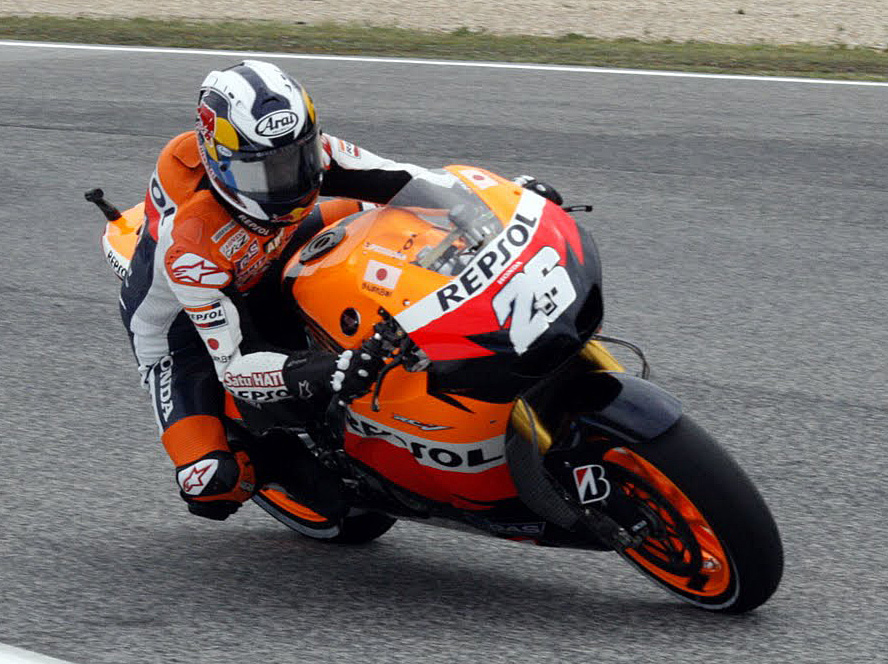
2011年シーズン初勝利となったポルトガルGPで。

欠場からの復帰後、第9戦ドイツGPではストーナー、ロレンソとの激しいバトルを制し、シーズン2勝目を挙げる。第10戦アメリカGPでは3位に入り、続くチェコGPではシーズン初のポールポジションを獲得したが、決勝はクラッシュでリタイアとなった。その後3戦連続で2位に入り、第15戦日本GPでシーズン3勝目を挙げる。この勝利でドヴィツィオーゾを抜いて1ポイント差でランキング3位となるが、ドヴィツィオーゾは続くオーストラリアGPとバレンシアGPを上回って、ペドロサは結局ランキング4位でシーズンを終えた。第17戦マレーシアGPでペドロサはポールポジションを獲得したが、このレースはマルコ・シモンチェリの死亡事故のためキャンセルとなった。
2012
2012年、レプソル・ホンダはアンドレア・ドヴィツィオーゾの移籍により再び2台のチーム体制に変更される。ペドロサは前半7戦中6戦で表彰台に上り、2位が3回、3位も3回という安定した成績を残す。シーズン初勝利は第8戦ドイツGPで、ザクセンリンクでは3年連続の勝利となった。ペドロサとストーナーの1-2体制でレースは進んだが、ファイナルラップでストーナーはクラッシュ、リタイアとなった。第9戦イタリアGPでペドロサはレプソル・ホンダと2年契約を結び、翌シーズンからはMoto2クラスからステップアップするマルク・マルケスがパートナーとなることが発表された。決勝レースでペドロサは2位となる。続くアメリカGPでは3位となり、サマーブレイク後のインディアナポリスGPではポールトゥウィンでシーズン2勝目を挙げる。第12戦チェコGPではロレンソとのバトルを制して3勝目を挙げる。
第13戦サンマリノGPではポールポジションを獲得するが、決勝はスタート直前にカレル・アブラハムのドゥカティがストール、ライダー達は2度のパレードラップを強いられた。ペドロサのマシンのフロントタイヤに装着していたタイヤウォーマーが張り付き、予備のマシンと取り替えられたが、タイヤウォーマーは土壇場で取り外され、マシンはグリッドに戻された。しかしながら、ペドロサはグリッド後方からスタートしなければならなかった。オープニングラップでエクトル・バルベラと接触、リタイアとなり、レースはロレンソが制した。第14戦アラゴンGPでは予選2位、決勝は7ラップ目でロレンソをパスして優勝した。ペドロサは3年ぶりに全シーズン走り通して7勝の最多勝を獲得し、チームとメーカーの2冠に貢献した。しかし個人タイトルは6勝のホルヘ・ロレンソにポイント差で逆転され逃してしまう。332ポイントはタイトルを獲得できなかったポイント数で最も高い記録となる。
2013
2013年はマルク・マルケスが新たなチームメイトとなった。ペドロサは第3戦スペインGPで優勝し、続くフランスGPでも優勝、第15戦のマレーシアGPでも優勝した。しかし、第8戦ドイツGPは負傷のため欠場している。また、第14戦アラゴンGPではマルケスと接触しリタイアした。結局シーズンでは300ポイント獲得したが、ランキングはマルケス、ロレンソに次ぐ3位となった。
2014
2014年もマルケスとのペアでシーズンに臨んだ。序盤4戦連続で表彰台を獲得するなど好調なシーズンインであり、第11戦のチェコGPで初優勝したが、シーズンは既に10連勝を達成したマルケスに支配されていた。彼はヤマハのロレンソ、ロッシとランキング2位を争ったが、オーストラリアGP、マレーシアGPでリタイアし、ランキングは4位に終わった。
2015
2015年も前年と同じ体制で臨む。開幕戦カタールGPは6位に終わる。その後慢性労作性コンパートメント症候群（chronic exertional compartment syndrome、通称「腕上がり」）の手術を受けるためテキサス、アルゼンチン、スペインの3戦を欠場した。ペドロサの代役として青山博一が参戦した。ペドロサは第5戦フランスGPで復帰したが、ダンロップ・シケインでクラッシュ、16位の完走扱いで終わった。続くイタリアGPでは4位に終わる。シーズン初の表彰台は第7戦カタルーニャGPで、3位となる。第8戦オランダGPでは8位となるが、第9戦ドイツGPでは2位となる。第10戦インディアナポリスGPで4位、第11戦チェコGPで5位、第12戦イギリスGPで5位、第13戦サンマリノGPで9位、第14戦アラゴンGPで2位、第15戦日本GPで優勝、第16戦オーストラリアGPで5位、第17戦マレーシアGPで優勝、最終戦バレンシアGPで3位。最終的なランキングは4位。
2016
シリーズランキングは6位
2017
シリーズランキングは4位
2018
シリーズランキングは11位に終わり引退。
2019
引退後はKTMのテストライダーに就任。ミカ・カリオとともにKTM RC16の開発を行った。
2021
第10戦スティリアGPにてKTMからワイルドカード参戦。引退後初のスポット参戦となる。
2023
KTMのテストライダーとして2戦に参戦。第4戦スペインGPはスプリントが6位で決勝が7位、第12戦サンマリノGPは両レースともに4位。
2024
前年同様にKTMからワイルドカード参戦。第4戦スペインではスプリントで3位となり、2017年最終戦・バレンシアGPで優勝して以来の表彰台圏内に入った。決勝は4周目に転倒しリタイア。

## 記録
2006年5月14日の中国GPにてチームメイトで先輩のニッキー・ヘイデンを抑え、MotoGPクラス参戦4戦目、20歳227日で初優勝を飾る。この記録は1996年の阿部典史と並び、史上2番目の若さでの優勝となる。
MotoGPクラスではレプソル・ホンダ・チームに13年間所属して、通算31勝、112度の表彰台を記録した。

### 負傷歴
- 2003年オーストラリアGP (125cc)：左足距骨骨の骨折と右足首の破砕骨折。
- 2005年日本GP (250cc)：腱に影響した左上腕骨頭部の破砕骨折。
- 2006年マレーシアGP (MotoGP)：左爪先の小破砕骨折と右膝の皮膚の裂傷。5針を縫う怪我。
- 2007年トルコGP (MotoGP)：胸部外傷、左殿筋打撲と頸部外傷。
- 2007年日本GP (MotoGP)：左足爪先の外傷後関節炎。
- 2008年セパンテスト (MotoGP)：右手の第二中手骨の破砕骨折。骨幹の三つの断片は、掌部の中程の部分で発見された。
- 2008年ドイツGP (MotoGP)：伸筋腱の静脈内血腫と左手の一般的な炎症。左人差し指の末節骨の変位骨折。左中指の横指節間関節の捻挫。左手首の骨折。右足首の横方向の外部靭帯の捻挫。
- 2008年オーストラリアGP (MotoGP)：左膝のカプセル血腫。2ヵ月後に治療されなければならなかった。
- 2009年カタールテスト (MotoGP)：左腕の橈骨骨折。左膝の打撲。クリスマス前の手術痕が開いたため、皮膚移植を行わなければならなかった。
- 2009年イタリアGP (MotoGP)：右大腿骨大転子の不完全骨折。置換のない破砕骨折、鎮痛剤で絶対安静の処理を必要とする負傷[41]。
- 2009年12月 (MotoGP)：左手首のネジの除去手術[42]。
- 2010年日本GP (MotoGP)：左鎖骨の4断片の剥離骨折およびグレード1の足首の捻挫[43]。
- 2011年フランスGP (MotoGP)：右鎖骨の骨折[44]。
- 2013年ドイツGP (MotoGP)：左鎖骨の小骨折[45]。
- 2015年カタールGP (MotoGP)：右腕の腕上がり[37]。

## 人物
- 若手ライダーに似合わない冷静で落ち着いた性格から、テレビで優勝に喜ぶシーンが放映されると、実況者に貴重な映像とコメントされる。雑誌等の取材でも常に謙虚で控えめな発言をする。
- 監督であるアルベルト・プーチのプロライダーとしての指導に忠実に従い、精神面・技術面を強化してきた。特に精神面での指導は厳格であり、ライバルである他のライダーとのコミュニケーションをとることを禁じられている。そのため、ペドロサはチームメイト以外のライダーとはほとんど口を利かない。これはペドロサに限らず、プーチ監督が指導するライダー全般に言えることである。
- 身長158cmと、他のスポーツに比べて小柄な選手が多いモーターサイクル界でもとりわけて小柄な選手である。2004年の250ccクラスで総合優勝した後、翌年MotoGPに参戦せずに引き続き同クラスに参加したのも、小柄すぎる体格のためだった。そのお陰で250ccクラス2年連続制覇という偉業を成し遂げる。当時のRS250RWはペドロサスペシャルと言えるほどコンパクトであり、前年までホンダ250ccのエースだったロベルト・ロルフォは04年仕様のRS250RWを03年仕様に比べて小さすぎると発言した事がある。また、当時43kgだった体重を、筋肉トレーニングを経て51kgまで増やし、2006年、満を持してMotoGPクラスに参戦した。ただ転倒による骨折が他選手より多く、その小柄な体格が影響してるのではないかとも言われている。
- ヨーロッパ出身のGPライダーとしては珍しく、マシンはGPデビュー以来ホンダ一筋というホンダ系ライダーである。
- ペドロサは以前イタリアメーカーのNOLAN製ヘルメットを使用していたが、2005年シーズン中に当時のチームメイト・青山博一が日本のアライを使用していた関係で同社のヘルメット「RX-7RR4」をテストした。上海のレースで曇りが発生し、順位を落としたことで、特に雨の日のシールドの曇りに不満を持っていたペドロサだったが、アライ製ヘルメットのシールドが雨でも曇らないことに感激。その後、シーズン中にもかかわらずNOLANとの契約を解除してアライと契約した[46]。ちなみに青山とは同じプーチ門下生ということもあり親友とも呼べる存在であるという。
- 2008年にはシーズン途中でタイヤ銘柄の契約解除・中途契約を行っている。シーズン中盤以降のミシュランタイヤのパフォーマンス不足に不満を持っていたペドロサが、チェコGPでの極端な不振(明らかなタイヤ性能の不足により周回遅れとなった)を引き金に次戦サンマリノGPを最後にタイヤメーカーをミシュランからブリヂストンに変更した。
- 一時期、経済的な理由からオートバイ競技を離れ自転車競技に転向していたが、アルベルト・プーチに発掘され現在に至る。現在の趣味もサイクリングである。
- かつては同国人でもあるホルヘ・ロレンソとの不仲で知られた。ただ2008年のスペインGPでプレゼンターを務めたスペイン国王のフアン・カルロス1世が両者を仲介し、表彰台で半ば無理やり握手させたことが契機になり、その後関係は改善している。
- 2011年もてぎでのレース後、日本で着た服はすべて捨てて帰った[47]。
- 2012年3月31日、スペインのバレンシアで行われた船舶免許の学科試験でカンニングが見つかり、警察に逮捕され取り調べ後、すぐに釈放された。レクリエーション用のヨット運転免許の受験に挑んだペドロサを含め21人が逮捕された。ペドロサら10人が使ったのは、耳にはめたイヤホンから正解を聞き取る方法だったとされる。そのほか偽造した身分証明書で受験した船舶免許保持者7人、不正行為に加担したギャング団4人が逮捕された。カンニングの報酬は2000ユーロ（約22万円）から2500ユーロ（約27万5000円）だったといわれる。ペドロサ側は2日、弁護士を通じて声明文を発表。「悪い勧めに乗っかり、過ちを犯してしまった。人間というものは過ちに目をつぶることもできるし、逆に過ちから学ぶこともできるが、私自身は過ちから多くを学んだ。ファンをはじめ、私を支持してくれている人々すべてに心から謝罪します」と悔い改めた。

## 戦績

### ロードレース世界選手権

#### シーズン別
| シーズン | クラス | マシン          | チーム                                  | 出走回数 | 優勝回数 | 表彰台数 | PP | FL | ポイント | 順位 | タイトル |
| -------- | ------ | --------------- | --------------------------------------- | -------- | -------- | -------- | -- | -- | -------- | ---- | -------- |
| 2001年   | 125cc  | ホンダ・RS125   | テレフォニカ・モビスター・ホンダ        | 16       | 0        | 2        | 0  | 0  | 100      | 8位  | -        |
| 2002年   | 125cc  | ホンダ・RS125   | テレフォニカ・モビスター・ホンダ        | 16       | 3        | 9        | 6  | 2  | 243      | 3位  | -        |
| 2003年   | 125cc  | ホンダ・RS125RW | テレフォニカ・モビスター・ホンダ        | 14       | 5        | 6        | 3  | 3  | 223      | 1位  | 1        |
| 2004年   | 250cc  | ホンダ・RS250RW | テレフォニカ・モビスター・ホンダ        | 16       | 7        | 13       | 4  | 8  | 317      | 1位  | 1        |
| 2005年   | 250cc  | ホンダ・RS250RW | テレフォニカ・モビスター・ホンダ        | 16       | 8        | 11       | 5  | 7  | 309      | 1位  | 1        |
| 2006年   | MotoGP | ホンダ・RC211V  | レプソル・ホンダ                        | 17       | 2        | 8        | 4  | 4  | 215      | 5位  | -        |
| 2007年   | MotoGP | ホンダ・RC211V  | レプソル・ホンダ                        | 18       | 2        | 8        | 5  | 3  | 242      | 2位  | -        |
| 2008年   | MotoGP | ホンダ・RC211V  | レプソル・ホンダ                        | 17       | 2        | 11       | 2  | 2  | 249      | 3位  | -        |
| 2009年   | MotoGP | ホンダ・RC211V  | レプソル・ホンダ                        | 17       | 2        | 11       | 2  | 5  | 234      | 3位  | -        |
| 2010年   | MotoGP | ホンダ・RC211V  | レプソル・ホンダ                        | 15       | 4        | 9        | 4  | 8  | 245      | 2位  | -        |
| 2011年   | MotoGP | ホンダ・RC211V  | レプソル・ホンダ                        | 14       | 3        | 9        | 2  | 4  | 219      | 4位  | -        |
| 2012年   | MotoGP | ホンダ・RC211V  | レプソル・ホンダ                        | 18       | 7        | 15       | 5  | 9  | 332      | 2位  | -        |
| 2013年   | MotoGP | ホンダ・RC211V  | レプソル・ホンダ                        | 17       | 3        | 13       | 2  | 4  | 300      | 3位  | -        |
| 2014年   | MotoGP | ホンダ・RC211V  | レプソル・ホンダ                        | 18       | 1        | 10       | 1  | 2  | 246      | 4位  | -        |
| 2015年   | MotoGP | ホンダ・RC211V  | レプソル・ホンダ                        | 15       | 2        | 6        | 1  | 0  | 206      | 4位  | -        |
| 2016年   | MotoGP | ホンダ・RC211V  | レプソル・ホンダ                        | 15       | 1        | 3        | 0  | 1  | 155      | 6th  | -        |
| 2017年   | MotoGP | ホンダ・RC211V  | レプソル・ホンダ                        | 18       | 2        | 9        | 3  | 2  | 210      | 4位  | -        |
| 2018年   | MotoGP | ホンダ・RC211V  | レプソル・ホンダ                        | 18       | 0        | 0        | 0  | 0  | 117      | 11位 | -        |
| 2021年   | MotoGP | KTM・RC16       | レッドブル・KTM・ファクトリーレーシング | 1        | 0        | 0        | 0  | 0  | 6        | 25位 | -        |
| 2023年   | MotoGP | KTM・RC16       | レッドブル・KTM・ファクトリーレーシング | 2        | 0        | 0        | 0  | 0  | 32       | 21位 | –        |
| 2024年   | MotoGP | KTM・RC16       | レッドブル・KTM・ファクトリーレーシング | 1        | 0        | 0        | 0  | 0  | 7        | 22位 | –        |
| 合計     |        |                 |                                         | 298      | 54       | 153      | 49 | 64 | 4207     |      | 3        |

#### クラス別
| クラス | シーズン              | デビュー戦         | 初表彰台           | 初勝利             | 出走回数 | 優勝回数 | 表彰台数 | PP | FL | ポイント | タイトル |
| ------ | --------------------- | ------------------ | ------------------ | ------------------ | -------- | -------- | -------- | -- | -- | -------- | -------- |
| 125 cc | 2001-2003             | 2001年日本GP       | 2001年バレンシアGP | 2002年オランダGP   | 46       | 8        | 17       | 9  | 5  | 566      | 1        |
| 250 cc | 2004-2005             | 2004年南アフリカGP | 2004年南アフリカGP | 2004年南アフリカGP | 32       | 15       | 24       | 9  | 15 | 626      | 2        |
| MotoGP | 2006-2018、2021、2023 | 2006年スペインGP   | 2006年スペインGP   | 2006年中国GP       | 220      | 31       | 112      | 31 | 44 | 3008     | 0        |
| 合計   | 2001–2018、2021、2023 |                    |                    |                    | 298      | 54       | 153      | 49 | 64 | 4207     | 3        |

#### レース別
（凡例）（太字はポールポジション、斜体はファステストラップ）
| 年     | クラス | 車両   | 1      | 2       | 3       | 4        | 5       | 6       | 7       | 8       | 9       | 10      | 11      | 12      | 13      | 14      | 15      | 16      | 17      | 18      | 19    | 20  | 順位 | ポイント |
| ------ | ------ | ------ | ------ | ------- | ------- | -------- | ------- | ------- | ------- | ------- | ------- | ------- | ------- | ------- | ------- | ------- | ------- | ------- | ------- | ------- | ----- | --- | ---- | -------- |
| 2001年 | 125 cc | ホンダ | JPN 18 | RSA 13  | SPA 10  | FRA 17   | ITA 23  | CAT 7   | NED Ret | GBR 12  | GER 11  | CZE 8   | POR 5   | VAL 3   | PAC 3   | AUS 7   | MAL 4   | BRA Ret |         |         |       |     | 8位  | 100      |
| 2002年 | 125 cc | ホンダ | JPN 8  | RSA 3   | SPA 4   | FRA 3    | ITA 4   | CAT 2   | NED 1   | GBR 2   | GER 7   | CZE 2   | POR 10  | BRA Ret | PAC 1   | MAL 3   | AUS 5   | VAL 1   |         |         |       |     | 3位  | 243      |
| 2003年 | 125 cc | ホンダ | JPN 8  | RSA 1   | SPA 4   | FRA 1    | ITA 2   | CAT 1   | NED 8   | GBR Ret | GER 4   | CZE 1   | POR 4   | BRA 4   | PAC 6   | MAL 1   | AUS     | VAL     |         |         |       |     | 1位  | 223      |
| 2004年 | 250 cc | ホンダ | RSA 1  | SPA Ret | FRA 1   | ITA 2    | CAT 2   | NED 2   | BRA 2   | GER 1   | GBR 1   | CZE 3   | POR 4   | JPN 1   | QAT 2   | MAL 1   | AUS 4   | VAL 1   |         |         |       |     | 1位  | 317      |
| 2005年 | 250 cc | ホンダ | SPA 1  | POR 4   | CHN 6   | FRA 1    | ITA 1   | CAT 1   | NED 2   | GBR 4   | GER 1   | CZE 1   | JPN 2   | MAL Ret | QAT 4   | AUS 1   | TUR 2   | VAL 1   |         |         |       |     | 1位  | 309      |
| 2006年 | MotoGP | ホンダ | SPA 2  | QAT 6   | TUR 14  | CHN 1    | FRA 3   | ITA 4   | CAT Ret | NED 3   | GBR 1   | GER 4   | USA 2   | CZE 3   | MAL 3   | AUS 15  | JPN 7   | POR Ret | VAL 4   |         |       |     | 5位  | 215      |
| 2007年 | MotoGP | ホンダ | QAT 3  | SPA 2   | TUR Ret | CHN 4    | FRA 4   | ITA 2   | CAT 3   | GBR 8   | NED 4   | GER 1   | USA 5   | CZE 4   | RSM Ret | POR 2   | JPN Ret | AUS 4   | MAL 3   | VAL 1   |       |     | 2位  | 242      |
| 2008年 | MotoGP | ホンダ | QAT 3  | SPA 1   | POR 2   | CHN 2    | FRA 4   | ITA 3   | CAT 1   | GBR 3   | NED 2   | GER Ret | USA     | CZE 15  | RSM 4   | IND 8   | JPN 3   | AUS Ret | MAL 2   | VAL 2   |       |     | 3位  | 249      |
| 2009年 | MotoGP | ホンダ | QAT 11 | JPN 3   | SPA 2   | FRA 3    | ITA Ret | CAT 6   | NED Ret | USA 1   | GER 3   | GBR 9   | CZE 2   | IND 10  | RSM 3   | POR 3   | AUS 3   | MAL 2   | VAL 1   |         |       |     | 3位  | 234      |
| 2010年 | MotoGP | ホンダ | QAT 7  | SPA 2   | FRA 5   | ITA 1    | GBR 8   | NED 2   | CAT 2   | GER 1   | USA Ret | CZE 2   | IND 1   | RSM 1   | ARA 2   | JPN DNS | MAL     | AUS DNS | POR 8   | VAL 7   |       |     | 2位  | 245      |
| 2011年 | MotoGP | ホンダ | QAT 3  | SPA 2   | POR 1   | FRA Ret  | CAT     | GBR     | NED     | ITA 8   | GER 1   | USA 3   | CZE Ret | IND 2   | RSM 2   | ARA 2   | JPN 1   | AUS 4   | MAL C   | VAL 5   |       |     | 4位  | 219      |
| 2012年 | MotoGP | ホンダ | QAT 2  | SPA 3   | POR 3   | FRA 4    | CAT 2   | GBR 3   | NED 2   | GER 1   | ITA 2   | USA 3   | IND 1   | CZE 1   | RSM Ret | ARA 1   | JPN 1   | MAL 1   | AUS Ret | VAL 1   |       |     | 2位  | 332      |
| 2013年 | MotoGP | ホンダ | QAT 4  | AME 2   | SPA 1   | FRA 1    | ITA 2   | CAT 2   | NED 4   | GER DNS | USA 5   | IND 2   | CZE 2   | GBR 3   | RSM 3   | ARA Ret | MAL 1   | AUS 2   | JPN 3   | VAL 2   |       |     | 3位  | 300      |
| 2014年 | MotoGP | ホンダ | QAT 3  | AME 2   | ARG 2   | SPA 3    | FRA 5   | ITA 4   | CAT 3   | NED 3   | GER 2   | IND 4   | CZE 1   | GBR 4   | RSM 3   | ARA 14  | JPN 4   | AUS Ret | MAL Ret | VAL 3   |       |     | 4位  | 246      |
| 2015年 | MotoGP | ホンダ | QAT 6  | AME     | ARG     | SPA      | FRA 16  | ITA 4   | CAT 3   | NED 8   | GER 2   | IND 4   | CZE 5   | GBR 5   | RSM 9   | ARA 2   | JPN 1   | AUS 5   | MAL 1   | VAL 3   |       |     | 4位  | 206      |
| 2016年 | MotoGP | ホンダ | QAT 5  | ARG 3   | AME Ret | SPA 4    | FRA 4   | ITA 4   | CAT 3   | NED 12  | GER 6   | AUT 7   | CZE 12  | GBR 5   | RSM 1   | ARA 6   | JPN WD  | AUS     | MAL     | VAL Ret |       |     | 6位  | 155      |
| 2017年 | MotoGP | ホンダ | QAT 5  | ARG Ret | AME 3   | SPA 1    | FRA 3   | ITA Ret | CAT 3   | NED 13  | GER 3   | CZE 2   | AUT 3   | GBR 7   | RSM 14  | ARA 2   | JPN Ret | AUS 12  | MAL 5   | VAL 1   |       |     | 4位  | 210      |
| 2018年 | MotoGP | ホンダ | QAT 7  | ARG Ret | AME 7   | SPA Ret  | FRA 5   | ITA Ret | CAT 5   | NED 15  | GER 8   | CZE 8   | AUT 7   | GBR C   | RSM 6   | ARA 5   | THA Ret | JPN 8   | AUS Ret | MAL 5   | VAL 5 |     | 11位 | 117      |
| 2021年 | MotoGP | KTM    | QAT    | DOH     | POR     | SPA      | FRA     | ITA     | CAT     | GER     | NED     | STY 10  | AUT     | GBR     | ARA     | RSM     | AME     | EMI     | ALG     | VAL     |       |     | 25位 | 6        |
| 2023年 | MotoGP | KTM    | POR    | ARG     | AME     | SPA 76   | FRA     | ITA     | GER     | NED     | GBR     | AUT     | CAT     | RSM 4   | IND     | JPN     | INA     | AUS     | THA     | MAL     | QAT   | VAL | 21位 | 32       |
| 2024年 | MotoGP | KTM    | QAT    | POR     | AME     | SPA Ret3 | FRA     | CAT     | ITA     | NED     | GER     | GBR     | AUT     | CAT     | RSM     | EMI     | INA     | JPN     | AUS     | THA     | MAL   | SLD | 24位 | 7        |

### ランボルギーニ・スーパートロフェオ・ヨーロッパ
（凡例）（太字はポールポジション、斜体はファステストラップ）
| 年     | チーム                | コ・ドライバー     | 車両                                              | クラス | 1      | 2      | 3    | 4    | 5        | 6        | 7    | 8    | 9    | 10   | 11     | 12     | 順位 | ポイント | クラス順位 | クラスポイント |
| ------ | --------------------- | ------------------ | ------------------------------------------------- | ------ | ------ | ------ | ---- | ---- | -------- | -------- | ---- | ---- | ---- | ---- | ------ | ------ | ---- | -------- | ---------- | -------------- |
| 2022年 | Rexal FFF Racing Team | アントニン・ボルガ | ランボルギーニ・ウラカン・スーパートロフェオ EVO2 | Pro-Am | IMO1 9 | IMO2 4 | PAU1 | PAU2 | MIS1 Ret | MIS2 Ret | SPA1 | SPA2 | CAT1 | CAT2 | POR1 6 | POR2 2 | ?    | ?        | 3位        | ?              |